# 毛果山麻杆
毛果山麻杆（学名：Alchornea mollis）为大戟科山麻杆属下的一个种。模式标本采自尼泊尔。
其种加词“mollis ”意为“柔软的”。